# 葛海特区
葛海特區（越南语：／），又译吉海特区，是越南海防市下辖的一个特區，主要由葛婆岛及其离岛组成。

## 地理
葛海县主要位于葛婆岛，东和北与广宁省下龙市隔下龙湾相对，西北接广宁省广安市社，西与海安郡、阳京郡和涂山郡隔海相望，南临北部湾。

## 历史
属明时期，葛海县为新安府靖安州支封县。
后黎朝时，改设为华封县，隶安广处。
阮朝时，隶广安省海宁府。
绍治元年（1841年），避佐天仁皇后胡氏華讳，改名为尧封县。
嗣德初年，改隶山定府。
法属初期，尧封县升格为尧封府，下设葛海县和云海县2县。
维新三年（1909年），云海县废入横蒲县。后废尧封府，葛海县直属广安省。
法属后期，葛海县废县，设葛海帮佐。
保大后期，以葛海帮佐设葛海州，并设立葛婆市社。
1948年3月25日，北越政府改州为县，葛海州复为葛海县。
1955年2月22日，鸿基特区和广安省合并为鸿广区，由中央政府直辖。葛海县和葛婆市社随之划归鸿广区管辖。
1956年6月5日，葛海县和葛婆市社划归海防市管辖。
1957年7月22日，葛婆市社改制为葛婆县。
1977年3月11日，葛婆县并入葛海县。
1979年3月13日，高明社辖区并入和光社，居民划归葛婆市镇管辖。
1988年4月23日，和光社和嘉禄社合并为葛海市镇。2025年，葛海县撤销，改制为與坊、社同级别的葛海特區。

## 行政区划
葛海县下辖2市镇10社，县莅葛婆市镇。
- 葛婆市鎮（Thị trấn Cát Bà）
- 葛海市镇（Thị trấn Cát Hải）
- 洞排社（Xã Đồng Bài）
- 嘉论社（Xã Gia Luận）
- 贤豪社（Xã Hiền Hào）
- 璜洲社（Xã Hoàng Châu）
- 义路社（Xã Nghĩa Lộ）
- 扶隆社（Xã Phù Long）
- 真珠社（Xã Trân Châu）
- 文丰社（Xã Văn Phong）
- 越海社（Xã Việt Hải）
- 春盎社（Xã Xuân Đám）